# Джуринцы
Джу́ринцы (укр. Джуринці) — село на Украине, находится в Немировском районе Винницкой области.
Код КОАТУУ — 0523083201. Население по переписи 2001 года составляет 519 человек. Почтовый индекс — 22864. Телефонный код — 4331.
Занимает площадь 32,41 км².

## Адрес местного совета
22864, Винницкая область, Немировский р-н, с. Джуринцы